# Albertville
Albertville er en fransk Kommune i departementet Savoie i regionen Auvergne-Rhône-Alpes.
Byen var vært for Vinter-OL 1992.
Albertville ligger ved sammenløbet af floderne Arly og Isère. Tarentaise-dalen begynder i Albertville.

## Gallery
- La place de l'Europe
- Banegård i Albertville
- Avenue de Tarentaise